# Lijst van rijksmonumenten in Schipluiden
De plaats Schipluiden telt 31 inschrijvingen in het rijksmonumentenregister. Hieronder een overzicht.
| Object | Oorspronkelijke functie?  | Bouwjaar                                           | Architect     | Locatie                   | Coördinaten?                  | Nr.?   | Afbeelding                              |
| --- | ------------------------- | -------------------------------------------------- | ------------- | ------------------------- | ----------------------------- | ------ | --------------------------------------- |
| Vijverschie | Boerderij                 | 18e eeuw                                           |               | Schieweg 192              | 51° 57' 57" NB, 4° 23' 25" OL | 12170  | Meer afbeeldingen                       |
| Hervormde Kerk | Kerk en kerkonderdeel     | 1622                                               |               | Dorpsstraat 3             | 51° 58' 41" NB, 4° 19' 2" OL  | 33377  | Meer afbeeldingen                       |
| Rechts een pand met puntgevel waarin een zoldervenster met ontlastingsboog. Links een pand met puntgevel, versierd met vlechtingen en geblokte ontlastingsbogen | Werk-woonhuis             | 17e eeuw (beide panden)                            |               | Dorpsstraat 11            | 51° 58' 40" NB, 4° 19' 0" OL  | 33378  | Meer afbeeldingen                       |
| Pand. Puntgevel, met vlechtingen, geprofileerde zijdekplaten, toppilaster op maskerconsole. Sieranker | Industrie                 | 17e eeuw                                           |               | Dorpsstraat 18            | 51° 58' 38" NB, 4° 18' 57" OL | 33379  | Meer afbeeldingen                       |
| De Korpershoek | Industrie- en poldermolen | 1772 (bouwjaar) 1950 (verplaatst naar Schipluiden) |               | Gaagweg 5                 | 51° 58' 23" NB, 4° 18' 37" OL | 33380  | Meer afbeeldingen                       |
| Hoeve "Boekestein". Boerderij met rechts opkamer. Twee vensters met houten kruiskozijnen. Stenen karnmolen. Inwendig een schouw met natuurstenen, gotische wangstukken en houten hoofdgestel, om de boezem. Voorts een 17e-eeuwse bedstede. Balkenzolders met sleutelstukken | Boerderij                 | 17e eeuw                                           |               | Gaagweg 2                 | 51° 58' 30" NB, 4° 18' 33" OL | 33381  | Meer afbeeldingen                       |
| Boerderij op het erf van nr 11, thans als schuur gebruikt, met rieten zadeldak. Puntgevel met vlechtingen, toppilaster op gebeeldhouwde kraagsteen in de vorm van een engelenkopje, geblokte ontlastingsbogen                                                                | Boerderij                 | 17e eeuw                                           |               | Gaagweg 11                | 51° 57' 51" NB, 4° 18' 11" OL | 33382  | Meer afbeeldingen                       |
| Deels gepleisterde hoeve met rechts een opkamer. Omlopend rieten schilddak. Langgerekte stal met pannen zadeldak en bewerkte daklijst | Boerderij                 | 17e eeuw                                           |               | Gaagweg 36                | 51° 57' 51" NB, 4° 18' 6" OL  | 33383  | Meer afbeeldingen                       |
| Hoeve "bouwlust". Boerderij met puntgevel en uitgebouwde opkamer onder zadeldak met puntgevel. Ontlastingsbogen en vlechtwerk. Vensters met zesruitsschuiframen. IJzeren schoorsteenbekroning                                                                                | Boerderij                 | 17e eeuw                                           |               | Rijksstraatweg 25         | 51° 59' 1" NB, 4° 19' 7" OL   | 33385  | Meer afbeeldingen                       |
| Hoeve "Meerzicht". Goed bewaarde boerderij met rechts een uitgebouwde opkamer. Vensters met kruiskozijnen en luiken; in het woongedeelte ook vensters met twaalfruitsschuiframen. In de gevel vlechtwerk en een ontlastingsboog.                                             | Boerderij                 | 1609                                               |               | Willemoordseweg 5         | 51° 56' 54" NB, 4° 20' 2" OL  | 33386  | Meer afbeeldingen                       |
| Groeneveldse Molen | Industrie- en poldermolen | 1719                                               |               | Woudseweg 186             | 51° 59' 32" NB, 4° 17' 2" OL  | 33387  | Meer afbeeldingen                       |
| Ommedijker Hoeve | Boerderij                 | 1902                                               | M.A. de Zwart | Ommedijk 3                | 51° 59' 40" NB, 4° 19' 16" OL | 521898 | Meer afbeeldingen                       |
| Ommedijker: toegangshek, gebouwd met steun van de stichting De Vrijvrouwe van Renswoude. Het hek bevindt zich aan de dijk en geeft toegang tot het erf | Erfscheiding              | 1902                                               |               | Ommedijk bij 3            | 51° 59' 41" NB, 4° 19' 18" OL | 521899 | Meer afbeeldingen                       |
| Ommedijker: wagenschuur | Boerderij                 | 1902                                               |               | Ommedijk bij 3            | 51° 59' 40" NB, 4° 19' 18" OL | 521900 | Meer afbeeldingen                       |
| Ommedijker: stal annex hooischuur | Boerderij                 | 1902                                               |               | Ommedijk bij 3            | 51° 59' 40" NB, 4° 19' 17" OL | 521901 | Meer afbeeldingen                       |
| Oostveenseweg 7: boerderij van het dwarshuistype in Ambachtelijk-traditionele bouwtrant | Boerderij                 | 1900                                               |               | Oostveenseweg 7           | 51° 57' 10" NB, 4° 20' 24" OL | 521903 | Meer afbeeldingen                       |
| Oostveenseweg 7: houten hek dat de toegang vormt naar het erf van het boerderijcomplex | Erfscheiding              | ca. 1900                                           |               | Oostveenseweg bij 7       | 51° 57' 9" NB, 4° 20' 25" OL  | 521904 | Meer afbeeldingen                       |
| Oostveenseweg 7: wagenschuur | Boerderij                 | ca. 1900                                           |               | Oostveenseweg bij 7       | 51° 57' 10" NB, 4° 20' 24" OL | 521905 | Meer afbeeldingen                       |
| Oostveenseweg 7: kleine hooiberg | Boerderij                 | ca. 1900                                           |               | Oostveenseweg bij 7       | 51° 57' 10" NB, 4° 20' 23" OL | 521906 | Upload foto                             |
| Oostveenseweg 7: hooiberg | Boerderij                 | ca. 1900                                           |               | Oostveenseweg bij 7       | 51° 57' 10" NB, 4° 20' 24" OL | 521907 | Upload foto                             |
| Oostveenseweg 7: stal annex karnschuur | Boerderij                 | ca. 1900                                           |               | Oostveenseweg bij 7       | 51° 57' 10" NB, 4° 20' 25" OL | 521908 | Meer afbeeldingen                       |
| Boerderij gebouwd voor de familie Van Adrichem in Eclectische stijl, hoofdonderdeel van het complex waartoe ook een schuur behoort | Boerderij                 | ca. 1850                                           |               | Rijksstraatweg 18         | 51° 59' 14" NB, 4° 19' 16" OL | 521910 | Meer afbeeldingen                       |
| Schuur met rode pannen | Boerderij                 | ca. 1850                                           |               | Rijksstraatweg bij 18     | 51° 59' 2" NB, 4° 19' 8" OL   | 521911 | Meer afbeeldingen                       |
| Vrijstaande neoclassicistische pastorie | Kerkelijke dienstwoning   | 1894                                               |               | Dorpsstraat 2             | 51° 58' 42" NB, 4° 19' 2" OL  | 521914 | Vrijstaande neoclassicistische pastorie |
| Herenboerderij "Rehoboth" | Boerderij                 | 1906                                               |               | Rijksstraatweg 12         | 51° 59' 31" NB, 4° 19' 28" OL | 521916 | Meer afbeeldingen                       |
| Vrijstaande stal bij boerderijcomplex 'Rehoboth' | Boerderij                 | 1906                                               |               | Rijksstraatweg bij 12     | 51° 59' 31" NB, 4° 19' 27" OL | 521917 | Meer afbeeldingen                       |
| Zuilvormige gasoliepomp ten behoeve van de scheepvaart over de Gaag | Straatmeubilair           | ca. 1930                                           |               | Dorpsstraat tegenover 29  | 51° 58' 37" NB, 4° 18' 55" OL | 521918 | Meer afbeeldingen                       |
| IJzeren trambrug | Brug                      | 1912                                               |               | Over Vlaardingse Vaart    | 51° 58' 18" NB, 4° 18' 39" OL | 521919 | Meer afbeeldingen                       |
| Boerderij "Vlaardingse Schouw" | Gerechtsgebouw            | 1600-1700                                          |               | Vlaardingsekade 57        | 51° 56' 52" NB, 4° 19' 14" OL | 521920 | Meer afbeeldingen                       |
| Tramstation | Transport                 | ca. 1912                                           |               | Otto van Zevenderstraat 2 | 51° 58' 34" NB, 4° 19' 6" OL  | 521921 | Meer afbeeldingen                       |
| Geheel omwaterde boerderijcomplex Hodenpijl | Boerderij                 | 1634                                               |               | Tramkade 23               | 51° 59' 11" NB, 4° 19' 23" OL | 526235 | Meer afbeeldingen                       |